# Goede Herderkerk (Ulrum)

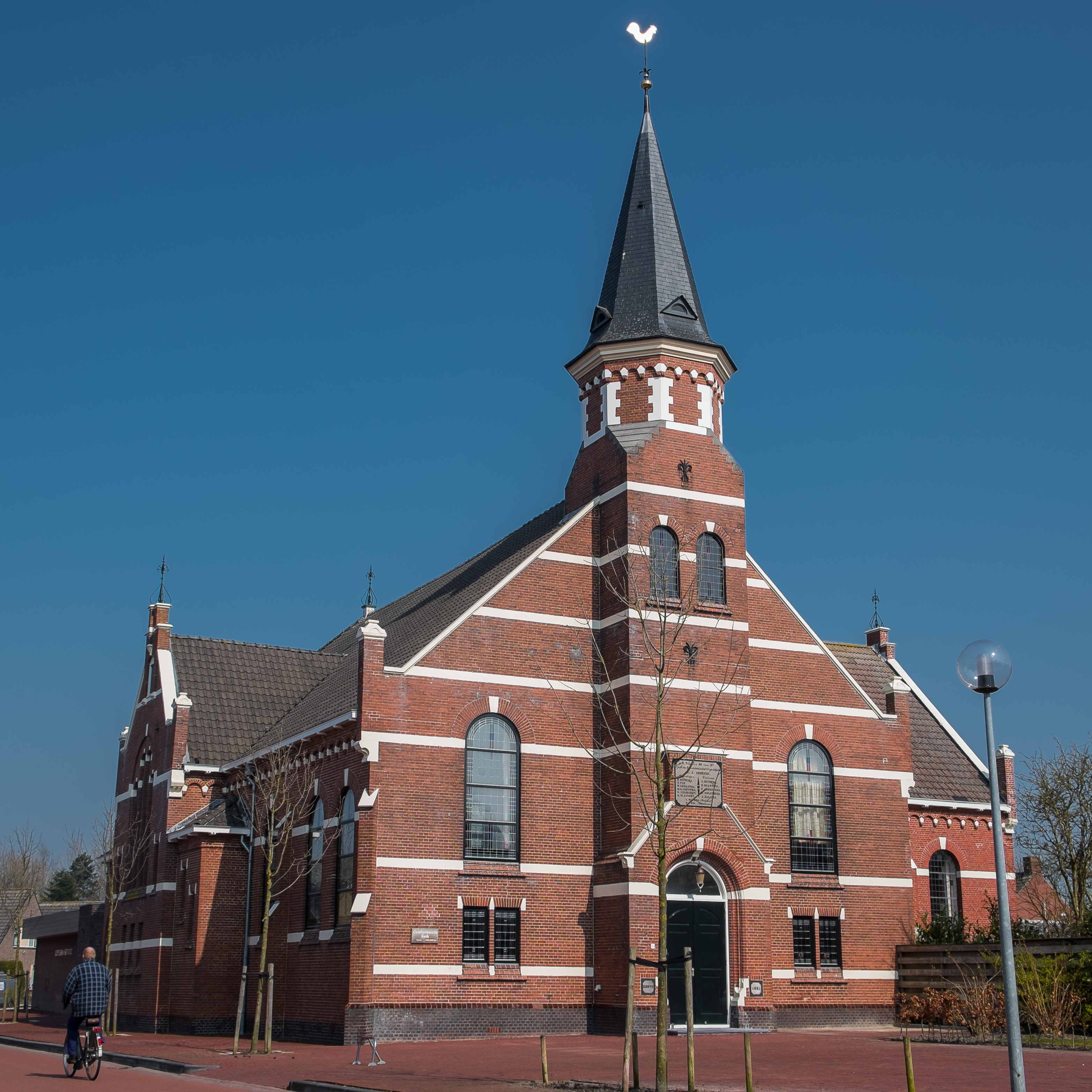
Ulrum, die Goede Herderkerk

Die Goede Herderkerk  (deutsch: Kirche des Guten Hirten) ist ein Kirchengebäude der  Protestantischen Kirche in den Niederlanden aus dem Jahr 1901 in Ulrum in der niederländischen Provinz Groningen. Die Kirche ist als Rijksmonument eingestuft.

## Geschichte
Das Gebäude aus rotbraunem Backstein war ursprünglich als Saalkirche konzipiert. 1926 wurde es um ein Querhaus erweitert. Der Entwurf stammt vom Architekten Lammert Reitsma (1864–1941). Seit dem Zusammenschluss der Nederlandse Hervormde Kerk mit der Gereformeerde Kerken in Nederland im Jahr 2004 trägt die Kirche den Namen „Goede Herderkerk“ (Kirche des Guten Hirten). 
In Ulrum war Hendrik de Cock ab 1829 Pastor. 1834 wurde er seines Amtes enthoben und trennte sich mit seiner Gemeinde von der reformierten Kirche (Hervormde Kerk). Er wurde zu einem der Begründer der altreformierten Kirche (Gereformeerde Kerken).

## Orgel
Die Orgel der Kirche stammt von Bertus Frans Bergmeijer und wurde im Jahr 1950 von Derk Mulder restauriert.